# Palácio de Balčik
O Palácio de Balčik (em búlgaro: Дворец в Балчик - transliteração: Dvorets v Balchik -; em romeno: Castelul din Balcic) é um complexo arquitetônico localizado no balneário búlgaro de Balčik, na Dobruja do Sul, costa do Mar Negro. Seu nome oficial era Palácio do Ninho Tranquilo e foi construído entre 1924 e 1934, durante o controle romeno da região, para uso da rainha Maria da Romênia. O complexo consiste em uma série de vilas residenciais, salão de fumar, adega, estação de energia, um mosteiro, um manancial sagrado, uma capela e muitos outros edifícios, bem como um notável parque, onde hoje funciona um jardim botânico.